# Polopos
Polopos est une commune de la communauté autonome d'Andalousie, dans la province de Grenade, en Espagne.

## Géographie

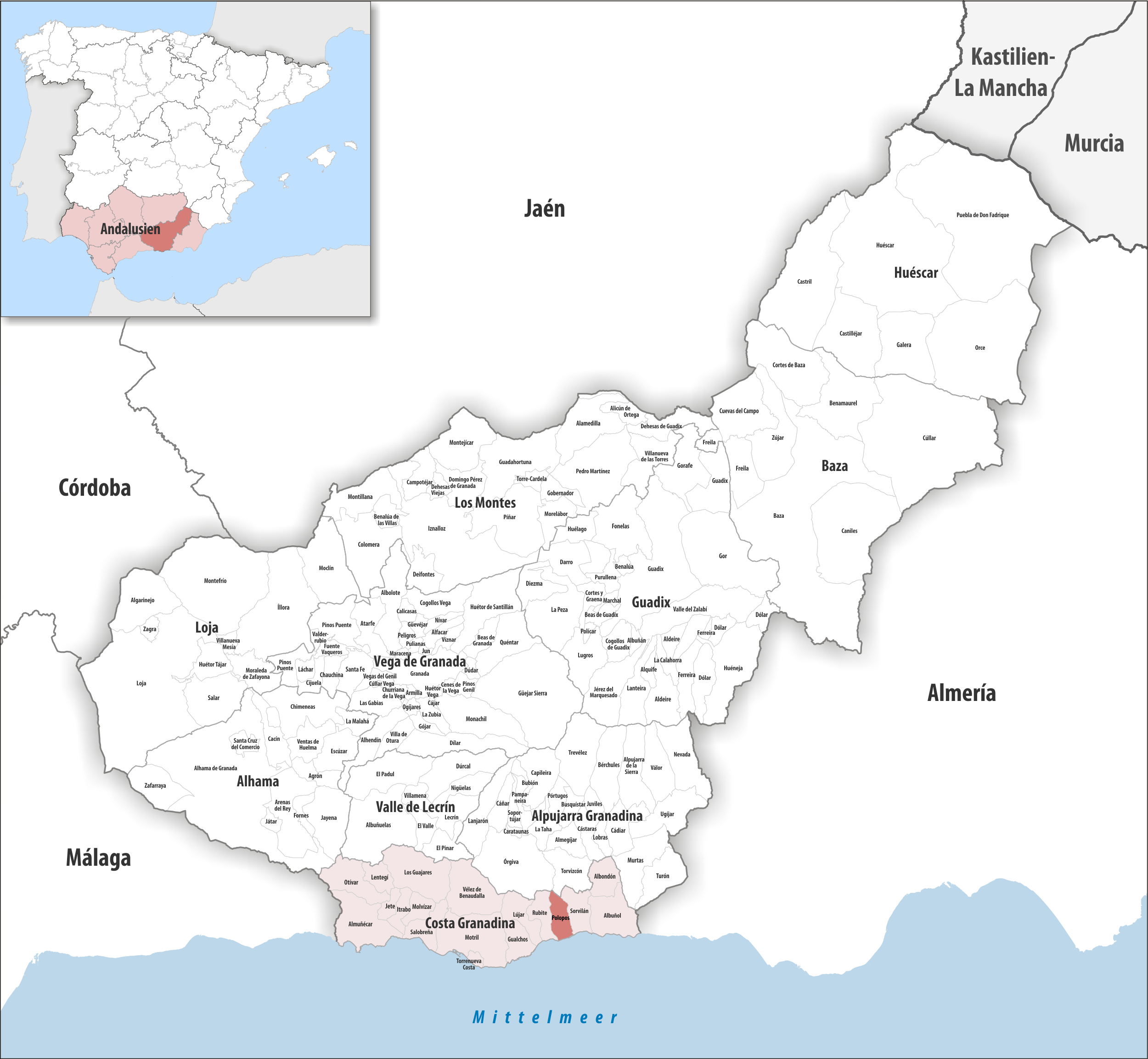
Polopos dans la comarque Côte grenadine, province de Grenade / en Andalousie

### Localisation
La commune de Polopos se trouve au sud-sud-est de l'Espagne, dans le sud de la province de Grenade et dans la partie est de la comarque Côte grenadine (en espagnol Costa Granadina).
Grenade est à 96 km nord-ouest ;
Madrid à 528 km nord ;
Malaga à 130 km ouest ;
Gibraltar à 268 km ouest-sud-ouest (distances par route).
Polopos fait partie de l'Alpujarra, petite région entre la sierra Nevada au nord et la mer Méditerranée au sud, limitée à l'ouest par la sierra de Lujar (es) et à l'est par la sierra de Gádor.

## Administration
| Période                                  | Période | Identité | Étiquette | Qualité |
| ---------------------------------------- | ------- | -------- | --------- | ------- |
| N/A                                      | N/A     | N/A      | N/A       | Maire   |
| Les données manquantes sont à compléter. |         |          |           |         |

## Économie
Le travail de la terre
Dans l'Alpujarra, les terres cultivées représentent plus de 35% de l'occupation des sols. Les terres consacrées aux pâturages permanents et aux espèces forestières sont très réduites ; la culture la plus répandue est de loin le fruitier.
Vin de pays Contraviesa-Alpujarra
Cette petite région est aussi celle de l'appellation « vin de pays » (es) (Vino de la Tierra) Contraviesa-Alpujarra – une appellation remplacée en 2009 par « Cumbres del Guadalfeo » (es),. Elle fait partie d'une région viticole plus prisée qu'un simple vin de pays : le « vin de Grenade » (es), une denominación de origen protegida, équivalent espagnol de l'AOP française. 

Cependant le vignoble y représente dans la plupart des cas un pourcentage inférieur à 5 % du total des terres cultivées ; seules deux communes, Albondón et Murtas, ont plus de 20% de leurs terres cultivées occupées par des vignes. Il faut aussi préciser que les organismes officiels ont bien du mal à déterminer les quantités de vin produites, essentiellement pour deux raisons : c'est surtout une production familiale souvent non déclarée, et c'est dans une zone économiquement déprimée. Ainsi les chiffres du Censo Agrario sont généralement (mais pas toujours) notablement inférieurs à ceux donnés par le Catastro Vitivinícola ou l'Anuario Estadístico de Andalucía, parfois dans des proportions variant de 1 à 5 et même plus.